# Alytus
Alytus (Olita en français) est une ville lituanienne, située dans la région de Dzūkija, au sud du pays, à 116 km au sud de Vilnius. Elle est la capitale de l'apskritis éponyme.
La ville s'étend de part et d'autre du Niémen.

## Histoire
Ancienne colonie située sur une importante route commerciale, Alytus date du XIVe siècle. À l'époque, la forteresse de la colline d'Alytus défendait la région contre les raids des croisés.
La présence de la communauté juive à Alytus remonte au XVIe siècle.
Lors de l'annexion soviétique de la Lituanie, en 1940, les usines et les entreprises locales sont nationalisées. Une base militaire et d'un aérodrome souterrain soviétiques à Alytus sont construits à cette époque.
Au cours de la Seconde Guerre mondiale, la ville et ses environs sont le théâtre d'exécutions de masse qui font plusieurs milliers de victimes. Alytus est attaquée par l'armée allemande du 22 au 24 juin 1941 et postérieurment occupée. Les Juifs locaux, ainsi que ceux des villes voisines de Varėna, Butrimonys et Merkinė, sont concentrés dans un ghetto à Alytus. Entre juillet et septembre 1941, des exécutions y sont menées de manière régulière. Il s'agit de Juifs et de prisonniers de guerre assassinés par des einsatzgruppen d'allemands assistés de nationalistes lituaniens. 
L'Armée rouge libère Alytus le 15 juillet 1944. 
Le Festival de la ville d'Alytus se déroule sur trois jours au solstice d'été.  
Son centre industriel abrite des usines produisant des réfrigérateurs, des produits chimiques, des tissus et des vêtements.

## Sport
- FK Dainava Alytus, club de football.

## Jumelages
- Berdytchiv (Ukraine)
- Botkyrka (Suède)
- Cēsis (Lettonie)
- Choszczno (Pologne)
- Giżycko (Pologne)
- Lida (Biélorussie)
- Mandal (Norvège)
- Næstved (Danemark)
- Opole (Pologne)
- Ostrołęka (Pologne)
- Petrozavodsk (Russie)
- Rochester (New York) (États-Unis)
- Rouen (France)
- Vélizy-Villacoublay (France)
- San Martín (Argentine)
- Suwałki (Pologne)

## Honneur
L'astéroïde (233661) Alytus porte son nom.